# Max von Witzleben
Hans Max von Witzleben (* 13. August 1812 in Potsdam; † 27. November 1888 im Stephansstift) war ein preußischer Generalmajor.

## Leben

### Herkunft
Er stammte aus dem Thüringer Uradelsgeschlecht von Witzleben und war der älteste Sohn des späteren preußischen Generalleutnants Konstantin von Witzleben und dessen Ehefrau Johanna Rudolfine Luitgarde, geborene von Bischoffwerder (1794–1869). Sie war eine Tochter des preußischen Generalleutnants Hans Rudolf von Bischoffwerder und der Wilhelmine Katharine, geborene von Tarrach (1757–1833), sowie eine Schwester des preußischen Generalleutnants und Kommandeurs der 11. Kavallerie-Brigade Ferdinand von Bischoffwerder.

### Militärkarriere
Witzleben war zunächst Kadett in Berlin. Am 10. August 1831 wurde er als Portepeefähnrich dem 1. Garde-Regiment zu Fuß der Preußischen Armee überwiesen. Im weiteren Verlauf seiner Militärkarriere stieg er zum Oberst und Kommandeur des Füsilier-Regiments Nr. 38 auf und nahm mit diesem Regiment während des Deutschen Krieges 1866 an den Kämpfen bei Skalitz, Schweinschädel und Königgrätz teil.
Am 30. Oktober 1866 wurde Witzleben zum Kommandeur der 7. Infanterie-Brigade ernannt und am 31. Dezember 1866 mit Patent vom 30. Oktober 1866 zum Generalmajor befördert.
Witzleben war Ehrenritter des Johanniterordens.

### Familie
Witzleben hatte sich am 28. Oktober 1847 in Potsdam mit Julie Caroline Luise Adelaide Gräfin von Lynar (1818–1893) verheiratet. Aus der Ehe gingen zwei Söhne hervor:
- Heinrich Günther (1848–1870), zuletzt Sekondeleutnant im Jäger-Regiment Nr. 5
- Karl Julius Max (* 9. Februar 1852 in Potsdam; † 18. August 1889 in Stargard), preußischer Hauptmann a. D.